# Md5sum
md5sum es un programa originario de los sistemas Unix que tiene versiones para otras plataformas, realiza un hash MD5 de un archivo. La función de hash devuelve un valor que es prácticamente único para cada archivo, con la particularidad que una pequeña variación en el archivo provoca una salida totalmente distinta, lo que ayuda a detectar si el archivo sufrió alguna variación. Es una herramienta de seguridad que sirve para verificar la integridad de los datos.
Es muy utilizado en la actualidad y en el mundo Linux es muy habitual encontrar las sumas de control MD5 de todos los paquetes que componen una distribución. También hay algunas aplicaciones que utilizan su algoritmo para encontrar archivos duplicados.

## Sintaxis
Supongamos que tenemos el fichero xdibu-0.1.tgz y queremos distribuirlo en Internet, como es un archivo bastante grande y queremos facilitar que cualquiera lo pueda descargar (usando programas de descargas como GetRigth, Download Accelerator Plus, NetVampire, Downloader2X, wget, GetLeft, etc.).
Añadiremos un pequeño fichero con el resultado de la ejecución del comando md5sum (o en algunos sistemas simplemente md5) sobre el archivo en cuestión:
```
# 
md5sum
 
xdibu-0.1.tgz

350766b7cf78e9401068b623d47bbf73 xdibu-0.1.tgz

# 
md5sum
 
xdibu-0.1.tgz
 
>
 
xdibu-0.1.tgz.asc

# 
cat
 
xdibu-0.1.tgz.asc

750726b7df78e9401068b623d47bbf73 xdibu-0.1.tgz

```

De forma que una vez descargado, para verificar la integridad del fichero simplemente tendremos que ejecutar la misma instrucción, comprobando carácter por carácter, la suma de control obtenida.
Si deseamos hacer la comprobación de forma automática solamente tenemos que ejecutar:
```
# 
md5sum
 
-c
 
xdibu-0.1.tgz.asc

```

Existen versiones de md5sum, prácticamente para la totalidad de los sistemas operativos, y en caso de necesitarse, se puede recurrir a Perl.
Independientemente del sistema operativo utilizado, en cualquiera de ellos, la suma de control debe coincidir exactamente.
Para comprobar que una ISO se haya bajado correctamente antes de grabarla a Cd tenemos que hacer:
```
# 
md5sum
 
LihuenV1.0Final.iso

2687ea907f1f8c6cdf60681de4e09e72 LihuenV1.0Final.iso

```

Y ese valor alfanumérico que retorna compararlo con el archivo .md5 que esta puesto en la sección de descargas que corresponde a esa imagen.
Si todos los caracteres son iguales, se ha bajado bien la iso y se puede grabar el CD sin problemas.

## Opciones de md5sum
- -t : lee el archivo en modo texto
- -c : muestra una lista de md5
- -b : lee el archivo en modo binario